# ديف سالزودل
ديف سالزودل (بالإنجليزية: Dave Salzwedel)‏ هو مدرب كرة قدم ولاعب كرة قدم أمريكي في مركز حراسة المرمى، ولد في 15 يونيو 1968 في ثاوزند أوكس في الولايات المتحدة. لعب مع سان خوسيه إيرثكويكس.

## وصلات خارجية
- ديف سالزودل على موقع الدوري الأمريكي (الإنجليزية)
- ديف سالزودل على موقع قاعدة بيانات كرة القدم.إي يو (الإنجليزية)